# Campanularia corrugata
Campanularia corrugata är en nässeldjursart som beskrevs av William Robert Jarvis 1922. Campanularia corrugata ingår i släktet Campanularia och familjen Campanulariidae. Inga underarter finns listade i Catalogue of Life.